# مطوي البذرة
مطوي البذرة (الاسم العلمي: Ptychosperma)، جنس من نباتات مُزهرة من فصيلة النخلية. موطن معظمها أستراليا و/أو غينيا الجديدة، مع وجود القليل منها في جزر سليمان ومقاطة مالوكو في شرق إندونيسيا. زُرع بعضها في الخارج بوصفها نباتات منزلية أو في الحدائق، ويُقال إنها استُوطنت في مناطق معينة (الكاريبي، بولينيزيا، فيجي، فلوريدا، أستراليا-غينيا الجديدة).

## الأنواع
يشتمل على الأنواع التالية:
- Ptychosperma ambiguum (Becc.) Becc. ex Martelli – غرب غينيا الجديدة
- Ptychosperma buabe Essig – بابوا غينيا الجديدة
- Ptychosperma burretianum Essig – جزر دانتريكاستيو
- Ptychosperma caryotoides Ridl. – بابوا غينيا الجديدة
- Ptychosperma cuneatum (Burret) Burret – غينيا الجديدة
- Ptychosperma elegans (R.Br.) Blume – كوينزلاند؛ متجنس في فلوريدا، بولينيزيا، جمهورية الدومينيكان
- Ptychosperma furcatum (Becc.) Becc. ex Martelli – بابوا غينيا الجديدة
- Ptychosperma gracile Labill. –أرخبيل بسمارك
- Ptychosperma halmaherense Heatubun – مالوكو → Jailoloa halmaherensis
- Ptychosperma hartmannii Becc. – غينيا الجديدة
- Ptychosperma lauterbachii Becc. – بابوا غينيا الجديدة
- Ptychosperma lineare (Burret) Burret – بابوا غينيا الجديدة
- Ptychosperma macarthurii (H.Wendl. ex H.J.Veitch) H.Wendl. ex Hook.f. – غينيا الجديدة، كوينزلاند، الإقليم الشمالي
- Ptychosperma macrocerum Becc. – غينيا الجديدة
- Ptychosperma mambare (F.M.Bailey) Becc. ex Martelli – بابوا غينيا الجديدة
- Ptychosperma microcarpum (Burret) Burret – بابوا غينيا الجديدة
- Ptychosperma mooreanum Essig – غينيا الجديدة
- Ptychosperma nicolai (Sander ex André) Burret – غينيا الجديدة
- Ptychosperma praemorsum Becc. – غينيا الجديدة
- Ptychosperma propinquum (Becc.) Becc. ex Martelli – جزر آرو، جزيرة سالاواتي، جزر كاي
- Ptychosperma pullenii Essig – بابوا غينيا الجديدة
- Ptychosperma ramosissimum Essig – Louisiade Archipelago
- Ptychosperma rosselense Essig – بابوا غينيا الجديدة
- Ptychosperma salomonense Burret – بابوا غينيا الجديدة، جزر سليمان
- Ptychosperma sanderianum Ridl. – بابوا غينيا الجديدة
- Ptychosperma schefferi Becc. ex Martelli – غينيا الجديدة
- Ptychosperma streimannii Essig – بابوا غينيا الجديدة
- Ptychosperma tagulense Essig – أرخبيل لويزياد
- Ptychosperma vestitum Essig – بابوا غينيا الجديدة
- Ptychosperma waitianum Essig – بابوا غينيا الجديدة